# Brett Steven
Brett Steven (* 27. April 1969 in Auckland) ist ein ehemaliger neuseeländischer Tennisspieler.

## Leben
Steven studierte an der Southern Methodist University in Dallas, wo er College Tennis spielte. Er wurde 1988 Tennisprofi.
1990 gewann er das Challenger-Turnier in Canberra, im Jahr darauf konnte er an der Seite von Gianluca Pozzi in Newport seinen ersten Doppeltitel auf der ATP Tour erringen. Insgesamt gewann er an der Seite verschiedener Partner neun Doppeltitel, acht weitere Male stand er in einem Finale.
1993 stand er im Finale des ATP-Turniers von Schenectady, er unterlag gegen Thomas Enqvist. Im Lauf seiner Karriere erreichte er zwei weitere Einzelfinale, einen Turniersieg konnte er nie erringen. Seine höchste Notierung in der Tennisweltrangliste erreichte er 1996 mit Position 32 im Einzel sowie 1995 mit Position 16 im Doppel.
Sein bestes Einzelergebnis bei einem Grand-Slam-Turnier war das Erreichen des Viertelfinales bei den Australian Open 1993, in welchem er Pete Sampras unterlag. In der Doppelkonkurrenz erreichte er das Halbfinale der French Open 1995.
Steven spielte zwischen 1990 und 1999 33 Einzel- sowie 16 Doppelpartien für die neuseeländische Davis-Cup-Mannschaft. Bei der 2:3-Niederlage gegen Australien im Viertelfinale 1990 konnte er sein erstes Einzel gegen John Fitzgerald in fünf Sätzen gewinnen, im zweiten Einzel unterlag er Wally Masur.
Bei den Olympischen Sommerspielen 1996 trat er für Neuseeland an und schied in der ersten Runde gegen Arnaud Boetsch aus.

## Erfolge
| Legende                       |
| Grand Slam                    |
| Tennis Masters Cup            |
| ATP Masters Series (1)        |
| ATP International Series Gold |
| ATP International Series (8)  |
| ATP Challenger Series (3)     |

| ATP-Titel nach Belag |
| Hartplatz (3)        |
| Sand (1)             |
| Rasen (2)            |
| Teppich (3)          |

### Einzel

#### Turniersiege
| Nr. | Datum              | Turnier    | Belag     | Finalgegner      | Ergebnis |
| --- | ------------------ | ---------- | --------- | ---------------- | -------- |
| 1.  | 16. September 1990 | Canberra   | Teppich   | Andrew Kratzmann | 6:1, 6:2 |
| 2.  | 8. Januar 1995     | Wellington | Hartplatz | Martin Damm      | 6:3, 6:3 |
| 3.  | 11. Mai 1997       | Ljubljana  | Hartplatz | Andrei Pavel     | 7:6, 6:2 |

#### Finalteilnahmen
| Nr. | Datum           | Turnier     | Belag     | Finalgegner     | Ergebnis      |
| --- | --------------- | ----------- | --------- | --------------- | ------------- |
| 1.  | 29. August 1993 | Schenectady | Hartplatz | Thomas Enqvist  | 6:4, 3:6, 6:7 |
| 2.  | 14. Januar 1996 | Auckland    | Hartplatz | Jiří Novák      | 4:6, 4:6      |
| 3.  | 13. Juli 1997   | Newport     | Rasen     | Sargis Sargsian | 6:7, 6:4, 5:7 |

### Doppel

#### Turniersiege
| Nr. | Datum           | Turnier        | Belag       | Doppelpartner     | Finalgegner                         | Ergebnis      |
| --- | --------------- | -------------- | ----------- | ----------------- | ----------------------------------- | ------------- |
| 1.  | 14. Juli 1991   | Newport (1)    | Rasen       | Gianluca Pozzi    | Javier Frana Bruce Steel            | 6:4, 6:4      |
| 2.  | 6. März 1994    | Kopenhagen (1) | Teppich (i) | Martin Damm       | David Prinosil Udo Riglewski        | 6:3, 6:4      |
| 3.  | 17. April 1994  | Hongkong       | Hartplatz   | Jim Grabb         | Jonas Björkman Patrick Rafter       | kampflos      |
| 4.  | 15. Mai 1994    | Coral Springs  | Sand        | Lan Bale          | Ken Flach Stéphane Simian           | 6:3, 7:5      |
| 5.  | 12. März 1995   | Indian Wells   | Hartplatz   | Tommy Ho          | Gary Muller Piet Norval             | 7:6, 6:7, 6:4 |
| 6.  | 16. März 1997   | Kopenhagen (2) | Teppich (i) | Andrei Olchowski  | Kenneth Carlsen Frederik Fetterlein | 6:4, 6:2      |
| 7.  | 30. März 1997   | St. Petersburg | Teppich (i) | Andrei Olchowski  | David Prinosil Daniel Vacek         | 6:4, 6:3      |
| 8.  | 13. Juli 1997   | Newport (2)    | Rasen       | Justin Gimelstob  | Kent Kinnear Aleksandar Kitinov     | 6:3, 6:4      |
| 9.  | 18. Januar 1998 | Auckland       | Hartplatz   | Patrick Galbraith | Tom Nijssen Jeff Tarango            | 6:4, 6:2      |

#### Finalteilnahmen
| Nr. | Datum             | Turnier     | Belag         | Doppelpartner     | Finalgegner                      | Ergebnis      |
| --- | ----------------- | ----------- | ------------- | ----------------- | -------------------------------- | ------------- |
| 1.  | 29. August 1993   | Schenectady | Hartplatz     | Byron Black       | Bernd Karbacher Andrei Olchowski | 6:2, 6:7, 1:6 |
| 2.  | 19. Februar 1995  | Memphis     | Hartplatz (i) | Tommy Ho          | Jared Palmer Richey Reneberg     | 6:4, 6:7, 1:6 |
| 3.  | 23. April 1995    | Bermuda     | Hartplatz (i) | Jason Stoltenberg | Grant Connell Todd Martin        | 6:7, 6:2, 5:7 |
| 4.  | 12. November 1995 | Moskau      | Hartplatz (i) | Tommy Ho          | Byron Black Jared Palmer         | 4:6, 6:3, 3:6 |
| 5.  | 14. Januar 1996   | Auckland    | Hartplatz     | Jonas Björkman    | Marcos Ondruska Jack Waite       | kampflos      |
| 6.  | 30. März 1996     | Scottsdale  | Hartplatz     | Richey Reneberg   | Patrick Galbraith Rick Leach     | 7:5, 5:7, 5:7 |
| 7.  | 13. März 1998     | Kopenhagen  | Teppich (i)   | Jan Siemerink     | Tom Kempers Menno Oosting        | 4:6, 6:7      |
| 8.  | 10. Mai 1998      | Hamburg     | Sand          | Neil Broad        | Luis Lobo Javier Sánchez         | 2:6, 5:7      |